# 海辺の文学記念館
海辺の文学記念館（うみべのぶんがくきねんかん）は、東海地方西部、愛知県蒲郡市竹島町にある博物館（文学記念館）である。

## 概要

### 概説
蒲郡クラシックホテルの下方に位置する竹島海岸の海浜公園「グリーンパーク」の一画にて、1997年（平成9年）5月11日に、入場無料の市営施設として開業（開館）した。年間入館者数は（確認できるものでは）、1998年（平成10年）、1999年（平成11年）とも約2万5000人であった。
蒲郡市の「海辺の5館」の一つ（他に、蒲郡市博物館、生命の海科学館、竹島水族館、海賓館マリンセンターハウスがある）である当館は、最も早くに作品内で取り上げた菊池寛を始め、志賀直哉、谷崎潤一郎、山本有三、川端康成、井上靖、三島由紀夫などに代表される大正・昭和初期を中心とした多くの作家や文化人が滞在し、作品やエピソードを残した「料理旅館 常磐館」の趣を再現した文学歴史記念館である。
明治末期に滝信四郎によって建てられた「常磐館」は竹島橋（竹島に渡るための橋）のたもとにあったが、1980年（昭和55年）、建物の老朽化と世相の移り変わりに対応できなくなって廃業し、建物は1982年（昭和57年）に取り壊された。当館はその跡地に立地する。跡地は、当館の建設前の1982年（昭和57年）から1997年（平成9年）にかけての間は竹島海岸の海浜公園「グリーンパーク」として活用されていた。
館の建物は、中央本町（※ ただし、現在の地名。当時の地名では宝飯郡蒲郡町）にて1910年（明治43年）に建築された木造平屋建ての岡本医院診療所（開業医宅。延べ床面積150m2）が建て直しのために取り壊されることになった際、これを蒲郡市が譲り受け、町づくりに活用するべく、再現保全した建築物として1997年（平成9年）に建てられたものである。土台のない掘立柱であったことに加えて梁なども細かったため、柱梁の構造材の使用は断念せざるを得なかったが、実測をした上で外観の再現保全に努め、建具などを再使用したものとなった（保全のために実際に使われた部材は梁等の一部に過ぎず、緻密な意味での移築ではないが、外観等の意匠については極力当時のままであることが尊重されている。建物の延床面積は384.5m2。国土庁（現在の国土交通省）の1996年度（平成8年度）愛知県地域個性形成事業費補助金2060万円を受けて、総額6980万7000円をかけて整備された。
蒲郡市ゆかりの作家・蒲郡が登場する文学作品の紹介する展示の他、常磐館・旧蒲郡ホテル（現在の蒲郡クラシックホテル）に関する資料などや、旧蒲郡ホテル時代に衆美堂（現在の蒲郡クラシックホテル六角堂）軒下のにかけられていた彫刻作品 十二支透彫額が展示されている。
2020年（令和2年）4月より蒲郡クラシックホテルが指定管理者。

### 時手紙
時手紙（ときてがみ）は、2001年（平成13年）に始められた取り組みで、蒲郡を訪れた記念などに2ヶ月後から最長で10年後に自分自身や家族など指定した人物に送れる手紙を、来館者本人の希望する年数に応じて保管したのち、指定期月になり次第発送するというサービスである。料金は保管年数によって異なる。サービスの開始年から10年が経った2011年（平成23年）あたりから手紙を受け取る人が全国各地で増え始め、話題となっていった。

### 思い出ノート
思い出ノートは、来館者が自由な発想で感じたことを書けるノートであり、楽しい旅の思い出や蒲郡に対する感想などを記すことができる。

## 海辺の文学記念館に至る「料理旅館 常磐館」の歴史
- 1912年（明治45年）：名古屋の織物商 滝信四郎氏が現在の「海辺の文学記念館」の位置に「料理旅館 常磐館」を創業。
- 1922年（大正11年）：菊池寛「火華」（小説）発表。
- 1925年（大正14年）：川端康成「驢馬に乗る妻」（小説）発表。
- 1927年（昭和2年）：高松宮宣仁親王が11月21日、陸軍特別大演習の帰途に一泊[7][8]。
- 1934年（昭和9年）：別館・蒲郡ホテル（現在の蒲郡クラシックホテル）開業。
- 1937年（昭和12年）：三谷町丘上に滝信四郎氏個人にて建築寄付の子安弘法大師立像完成、竹島海岸に竹島館（大衆旅館）を新築、蒲郡町へ寄付。
- 1938年（昭和13年）：滝信四郎氏死去、享年72歳。
- 1940年（昭和15年）：川端康成「旅への誘い」（小説）発表。
- 1941年（昭和16年）：志賀直哉「内村鑑三先生の憶ひ出」（随筆）発表。
- 1943年（昭和18年）：谷崎潤一郎「細雪」（小説）発表。
- 1944年（昭和19年）：常磐館、蒲郡ホテル、緑別館（のちの緑西閣）、共楽館、竹島館を日本陸軍病院に提供、営業中止する。
- 1945年（昭和20年）：終戦後、米軍により接収。
- 1949年（昭和24年）：山本有三「無事の人」（小説）発表。
- 1952年（昭和27年）：5月31日をもって全館接収解除。
- 1958年（昭和33年）：井上靖「ある落日」（小説）発表。
- 1960年（昭和35年）：三島由紀夫「宴のあと」（小説）発表。
- 1966年（昭和41年）：共楽館廃業。
- 1969年（昭和44年）：タキヒヨー株式会社、当社株式を取得、大株主となる。
- 1972年（昭和47年）：竹島館、廃業する。蒲郡市へ竹島館と竹島遊園地を返還する。
- 1975年（昭和50年）：株式会社・常磐館の社名を、株式会社 蒲郡ホテルに変更登記する。
- 1976年（昭和51年）：共楽館、一部を残し取り壊す。
- 1980年（昭和55年）：2月8日にホテルが3月31日をもって蒲郡市へ売却する旨通知、NHKテレビで発表後、蒲郡ホテル・常磐館・緑西閣は開業以来の最多忙を極める、8月、蒲郡市へすべての事務手続きを完了し引き渡す。
- 1981年（昭和56年）：池波正太郎「よい匂いのする一夜」（紀行文）発表。
- 1982年（昭和57年）：常磐館が建物の老朽化と世相の移り変わりに対応できなくなり、惜しまれつつも廃業、取り壊し。
- 1987年（昭和62年）：蒲郡ホテル、蒲郡市より国土計画 株式会社（現在の株式会社プリンスホテル）へ売却、蒲郡プリンスホテル として営業を再開。
- 1997年（平成9年）：5月11日 常磐館 本館の跡地に海辺の文学記念館 開館。
- 2012年（平成24年）：旧蒲郡ホテル（蒲郡プリンスホテル）が呉竹荘グループへ事業譲渡され、蒲郡クラシックホテルと改称される。
- 2020年（令和2年）：4月より蒲郡クラシックホテルが海辺の文学記念館の指定管理者に選定。
- 2021年（令和3年）：常磐館の一部である「蒲郡クラシックホテル（旧蒲郡ホテル）」のホテル本館・六角堂・料亭竹島・鶯宿亭が、国の登録有形文化財（建造物）として登録するよう文部科学大臣に答申され、2022年2月に登録された。同じく2月に蒲郡市の景観重要建造物にホテル本館が竹島橋と共に登録された。

## 基本情報

### 建築概要
- 建築主：蒲郡市
- 設計者・工事監理者・施工者：未確認
- 着工日：未確認
- 竣工日：1997年（平成9年）5月
- 構造：旧・岡本医院診療所（1912年（明治45年）竣工）の再現保全建築物[1]、明治期の木造建築を模して作られた和洋折衷様式
- 規模：地上1階建て（平屋建て）
- 面積：建築面積は未確認、延床面積は384.5m2

### 利用情報
- 開館時間：9時～17時（最終入館時間：16時40分）
- 休館日：年中無休（2020年（令和2年）4月1日より）
- 入館料：無料
- 時手紙：料金は、保管年数2ヶ月～5年で500円、5年1ヶ月～8年は700円、8年1ヶ月～10年は1000円（受付時間は9時～16時）
- 思い出ノート：利用制限は無い（開館時間中）
- 喫茶コーナー：抹茶（干菓子付） 300円、コーヒー 500円（10時～15時30分まで）

### 位置情報
- 北緯34度48分53.8秒 東経137度14分5.48秒 / 北緯34.814944度 東経137.2348556度
- 海辺の文学記念館 - 地理院地図
- 愛知県蒲郡市竹島町15-62 - Google マップ

### 交通アクセス
- JR東海道本線・名鉄蒲郡線 蒲郡駅（南口）より徒歩で約15分。
- 東名高速道路 音羽蒲郡I.C.より三河湾オレンジロード経由、車で約15分。

## 周辺の名所・施設等
- 竹島：「海の眺めは蒲郡」と鉄道唱歌に歌われた景勝地。蒲郡のシンボル。
- 八百富神社（竹島弁天）：竹島弁天は日本七弁天の一つとされる。
- 蒲郡クラシックホテル（旧常磐館別館の蒲郡ホテル）：ホテル本館以外にも、常磐館時代の建築物である 六角堂（旧聚美堂）・料亭竹島（旧梅別館）・鶯宿亭が現存。
- 竹島水族館
- 海賓館マリンセンターハウス